# Kőbányai Barátság
A Kőbányai Barátság egy megszűnt labdarúgócsapat, melynek székhelye Budapesten volt. A csapat egy alkalommal szerepelt az NB I-ben még az 1945-46-os idényben. 1947-ben a klub beolvadt a Szentlőrinci AC Barátság csapatába.

## Híres játékosok
* a félkövérrel írt játékosok rendelkeznek felnőtt válogatottsággal.
- Schubert Gyula
- Kónya József
- Tagányi Árpád

## Sikerek
NB I
- Résztvevő: 1945-46